# Boñices
Boñices es una localidad  de la provincia de Soria, partido judicial de Soria,  Comunidad Autónoma de Castilla y León, España. Pueblo de la Comarca de Campo de Gómara que pertenece al municipio de Tejado.

## Geografía
Esta pequeña población de la comarca de Campo de Gómara está ubicada en el centro de la provincia de Soria, al sureste de la capital en el valle del río Rituerto.

## Demografía
En el año 2000 contaba con 3 habitantes, concentrados en el núcleo principal, pasando a 1 en 2014.

## Historia
El Censo de Pecheros de 1528, en el que no se contaban eclesiásticos, hidalgos y nobles, no se registran vecinos. En el documento original aparece como Boñizes.
Lugar que durante la Edad Media perteneció a la Comunidad de Villa y Tierra de Soria formando parte del Sexmo de Lubia.
A la caída del Antiguo Régimen la localidad se constituye en municipio constitucional en la región de Castilla la Vieja, partido de Soria  que en el censo de 1842 contaba con 7  hogares y  30 vecinos.
A mediados del siglo XIX este municipio desaparece porque se integra en el municipio de Nomparedes.

## Lugares de interés
- Iglesia de San Benito.

## Fiestas
- San Benito 21 y 22 de marzo.
- Virgen del Rosario, primer domingo de octubre.